# عقعق شرقي أبو الحناء
العقعق الشرقي أبو الحناء (الاسم العلمي: Copsychus saularis) هو طائر صغير من الجوازي الذي كان يُصنَّف في السابق كعضو في عائلة طوردي، ولكنه يعتبر الآن طائر الذباب في العالم القديم. وهي طيور سوداء وبيضاء مميزة ذات ذيل طويل يتم تثبيته في وضع مستقيم بينما تتغذى على الأرض أو تطفو بشكل واضح. تحدث في معظم شبه القارة الهندية وأجزاء من جنوب شرق آسيا، وهي طيور مألوفة في الحدائق الحضرية بالإضافة إلى الغابات. وهي معروفة بشكل خاص لأغانيها، وكانت ذات يوم مشهورة كطيور كاجي. العجلان الشرقيان هو الطائر الوطني في بنغلاديش.